# Фагир, Вахид
Вахидулла Фагир (дат. Wahidullah Faghir; родился 29 июля 2003), более известный как Вахид Фагир (дат. Wahid Faghir) — датский футболист, нападающий клуба «Вайле».

## Клубная карьера
13 июля 2020 года дебютировал за «Вайле» в матче датского Первого дивизиона (второй дивизион чемпионата Дании) против «Коллинга». 14 сентября 2020 года дебютировал в датской Суперлиге (высший дивизион чемпионата Дании) в матче против «Орхуса».
31 августа 2021 года перешёл в немецкий клуб «Штутгарт», подписав контракт до июня 2026 года. 16 октября 2021 года дебютировал в основном составе «Штутгарта» в матче немецкой Бундеслиги против «Боруссии (Мёнхенгладбах)».

## Карьера в сборной
Выступал за сборные Дании до 16, до 17, до 18, до 19, до 20 лет и до 21 года.